# Pterigio
Lo pterigio è una malattia della superficie dell'occhio, determinata da una crescita anomala della congiuntiva sulla cornea.

## Epidemiologia
Tale patologia può risultare più o meno lenta nella crescita e si presenta con maggiore frequenza negli adulti con più di 50 anni. La compartecipazione di altre patologie locoregionali o sistemiche (dell'organismo) non sembra essere rilevante. Nei paesi tropicali l'età di comparsa è sensibilmente anticipata e si presenta frequentemente in maniera bilaterale, nonché sul lato temporale dell'occhio.

## Eziologia
La causa pare correlata all'esposizione prolungata ad agenti atmosferici, in particolare al sole e al vento. Per questa caratteristica è una malattia che tende a colpire specialmente gli alpinisti, marinai, contadini. È inoltre possibile che l'occhio presenti lo pterigio a causa della sindrome di Turner, ossia la monosomia del cromosoma X.
Di solito il tessuto irrorato si sviluppa sul lato nasale della cornea. Ha una testa, un collo e un corpo; all'inizio la testa si innesta al livello del limbus, avanza progressivamente sulla superficie oculare dirigendosi verso la zona ottica, determinando spesso una riduzione dell'acuità visiva. Il vertice corneale non viene quasi mai raggiunto; il collo rappresenta la porzione intermedia dello pterigio (tra testa e corpo); il corpo è la parte basale dello pterigio. Si estende a ventaglio verso la caruncola e la plica semilunare. Si differenzia dalla pinguecola perché quest'ultima, al contrario dello pterigio, non invade la cornea. Lo pterigio genera un trascinamento di cellule limbali verso la cornea, questo può a lungo andare portare a distorsioni della vista. Discusso, e tuttora controverso, è anche il ruolo dello pterigio nella genesi delle lesioni precancerose e cancerose del limbus.

## Istologia
Da un punto di vista istologico la fase precoce è caratterizzata dalla formazione di piccole lesioni vescicoliformi a livello della membrana di Bowman nei punti di passaggio dei nervi corneali. Tale perforazione sarebbe dovuta a gruppi di cheratoblasti migranti e corrisponderebbe alle isole opache, clinicamente visibili. In tale sede si rileva la distruzione della membrana di Bowman mentre sotto la membrana basale dell'epitelio si evidenzia una massa di tessuto denso. Il tessuto proprio dello pterigio penetra tra le lamelle superficiali mentre intorno è presente un infiltrato parvicellulare. L'epitelio di transizione tra quello congiuntivale e quello corneale all'apice dello pterigio appare, in alcuni casi, assottigliato e atrofico, in altri iperattivo. A livello dello stroma si rileva la degenerazione di fibre elastiche e la frammentazione di quelle collagene, perlopiù trasformate in una massa amorfa di tessuto ialino.

## Trattamento
Si può trattare solo chirurgicamente, non regredisce spontaneamente, tende a crescere invadendo la cornea. Necessita di trattamento chirurgico quando determina alterazioni della capacità visiva, quando cresce rapidamente o quando dà disturbi al paziente.
Inizialmente non dà sintomi, successivamente dà sensazione di secchezza all'occhio e sensazione di avere un corpo estraneo, in casi di grandi dimensioni disturba la mobilità del bulbo. L'escissione, pur essendo l'unico metodo noto per eliminare lo pterigio, presenta un'alta percentuale di recidiva.
I migliori risultati oggi sembrano esservi con l'autotrapianto di congiuntiva sana al posto dello pterigio rimosso, applicato con una colla naturale, al posto dei punti di sutura.
Durante l'intervento si possono applicare medicinali come la mitomicina che inibiscono la crescita cellulare o dopo l'intervento si può effettuare radioterapia con raggi beta.
Il trattamento post-operatorio consiste in terapia locale antibiotico-steroidea, colliri lubrificanti per circa un mese, oltre a controlli specialistici. L'utilizzo di occhiali da sole schermanti con protezione laterale aiuta a evitare la nuova formazione di recidiva. Il ritorno alla vita sociale è immediato.